# 맷 스토니

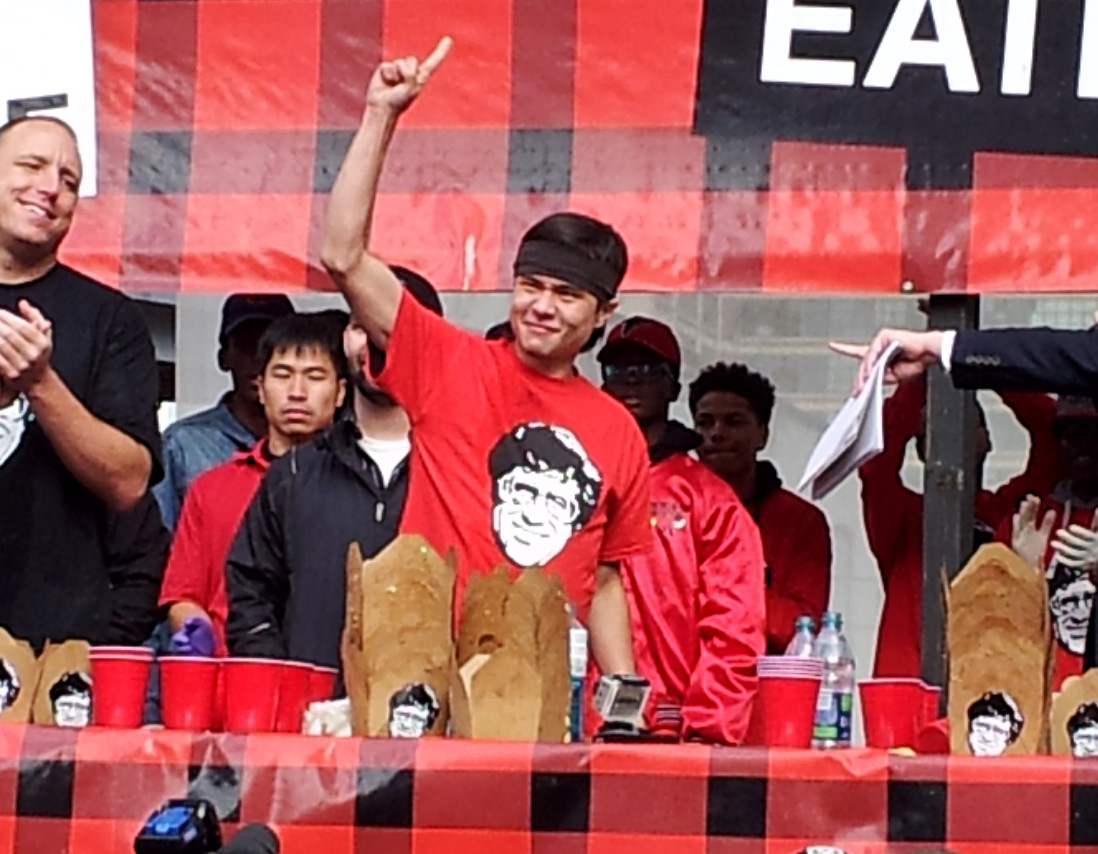
2014년의 맷 스토니

맷 스토니(Matt Stonie, 1992년 5월 24일)는 미국의 대식가이며, 별명은 메가토드(Megatoad)라고도 한다. 미국의 푸드파이트 대회단체인 Major League Eating(MLE)에서 랭킹 1위에 올라있다. 조이 체스트넛과 라이벌 관계로, 실제로 대회에서 1, 2등을 다투는 모습을 자주 연출한다. 또한 MLE에 등록된 선수중 최연소다. 딱히 종목을 가리지 않고, 매번 참가할 때마다 상위권에 드는 실력자다.

## 유튜브에서의 활동
유튜브 채널을 운영중이다. 가보면 알겠지만 1분 안에 정해진 음식 먹기라든지, 마이클 펠프스의 하루 훈련식단을 40분만에 먹어 치우는가 하면,절인 할라페뇨고추, 마요네즈, 김치 같은 음식조차도 최소 한 통 단위 이상으로 먹어치우는 괴랄한 식성을 자랑한다.